# Болгаро-византийская война (894—896)

Болгария при Симеоне I

Болгаро-византийская война 894—896 годов — военный конфликт Болгарии князя Симеона I и Византии императора Льва VI Мудрого; союзниками первой были печенеги, второй — венгры. Во время войны произошло несколько сражений (том числе, на Южном Буге и при Булгарофигоне), в основном, с благоприятными для болгар результатами. Конфликт завершился подписанием выгодного для Симеона I мирного договора, передававшего ему часть Византии между Чёрным морем и горами Странджа.

## Исторические источники
О болгаро-византийской войне 894—896 годов сообщается в нескольких раннесредневековых исторических источниках. Из них наиболее подробными нарративными источниками являются труды Продолжателя Феофана, Продолжателя хроники Георгия Амартола, Симеона Метафраста, Льва Грамматика, Константина VII Багрянородного, Иоанна Скилицы, Иоанна Зонары и Ибн Джарира ат-Табари.

## Предыстория
При князе Борисе I Болгария претерпела серьёзные изменения, связанные с её христианизацией учениками святых Кирилла и Мефодия. Провизантийские симпатии князя вызвали среди местной знати опасения, связанные со значительным ростом влияния правителей Византии на внутриболгарские дела. Ответной реакцией на эти недовольства стало правление Владимира-Расате, попытавшегося восстановить в стране язычество. После свержения с престола Владимира-Расате в 893 году на Преславском синоде для успокоения знати было решено сделать богослужебным языком в Болгарском княжестве вместо греческого болгарский, изгнать византийское духовенство и заменить его местными уроженцами. Таким образом, собрание в Преславе закрепило стремление болгар к культурной и религиозной независимости и значительно сократило византийское влияние на страну. Здесь же Симеон I, третий сын князя Бориса I, был провозглашён новым правителем Болгарии.
Стремясь восстановить утраченное влияние на Болгарию, Лев VI Мудрый в том же году принял ответные меры. По свидетельству Иоанна Скилицы, благодаря наущению своего тестя василеопатора Стилиана Заутцы император передал монополию на торговлю с болгарами двум византийским купцам Ставракию и Косьме. Одновременно было объявлено о переносе болгарского торгового подворья из Константинополя в Фессалоники и повышении взимаемых со славянских купцов налогов. Ранее же болгарские торговцы жили в специально отведённом им в византийском столице месте и платили весьма незначительные по сравнению с другими купцами подати. Это решение нарушало мирный договор 716 года и несколько других болгаро-византийских соглашений. Изгнание купцов из такого крупного торгового центра как Константинополь стало тяжёлым ударом по экономике Болгарии. Болгарские купцы пожаловались Симеону I, тот обратился с ходатайством за них ко Льву VI, но так и не получил ответа от императора, в вопросах управления страной во всём полагавшегося на Стилиана Заутцу.
По утверждениям византийских авторов, Симеон I с самого начала правления замышлял захватить византийский престол и только искал повод для войны. Насколько достоверны эти свидетельства, неизвестно. Как бы то ни было, когда все обращения ко Льву VI Мудрому остались без ответа, болгарский князь осенью 894 года вторгся с войском во Фракию. Так начался военный конфликт, который некоторые историки называют первой торговой войной в Европе.

## Война

### Начало войны

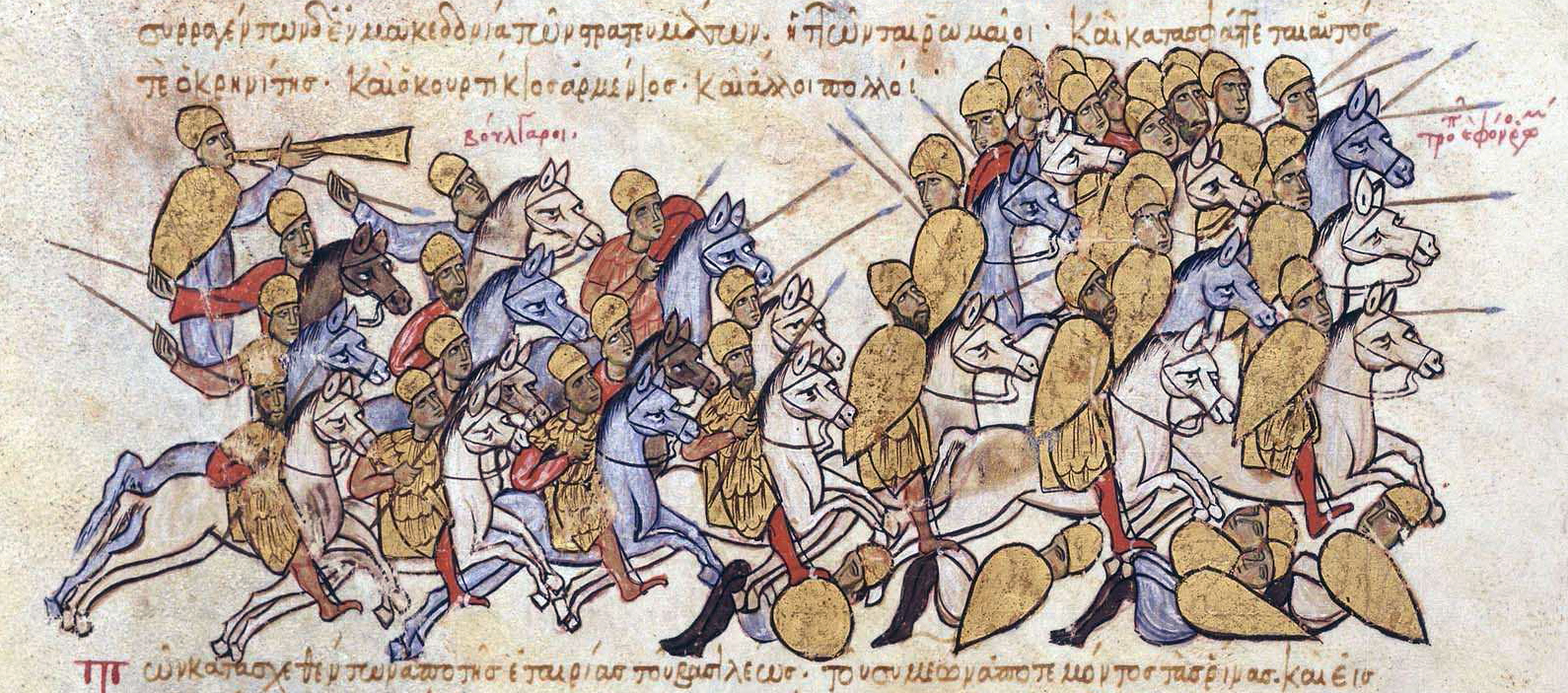
Победа болгар над Прокопием Кренитом и Куртикием.
Миниатюра из «Мадридской рукописи» хроники Иоанна Скилицы

Для отражения нападения болгар Лев VI Мудрый спешно собрал войско, основу которого составила имевшая мало военного опыта хазарская гвардия императора. Во главе его были поставлены стратилат Прокопий Кренит и Куртикий. В произошедшем в феме Македония (вероятно, около Адрианополя) сражении победили болгары. Византийские военачальники погибли, а у пленных хазар по приказу Симеона были отрезаны носы, после чего их «отправили в столицу для позора ромеев». Однако так как вторжение болгар было недостаточно хорошо подготовлено, после разграбления близлежавших селений войско Симеона I возвратилось на родину, уведя с собой множество пленных византийцев.

### Вторжение венгров в Болгарию

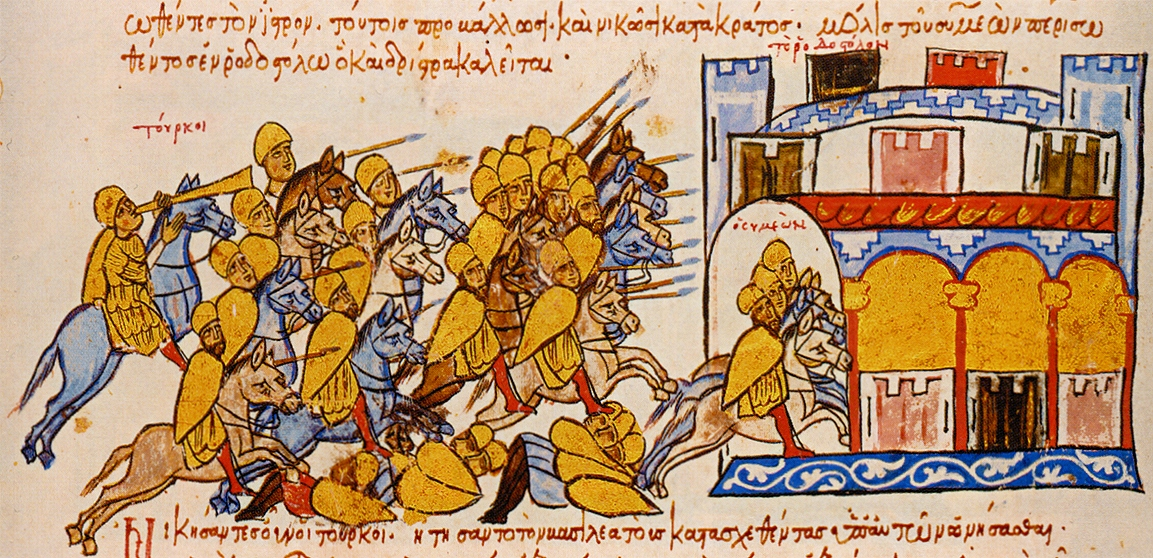
Венгры осаждают Симеона I в Дристре.
Миниатюра из «Мадридской рукописи» хроники Иоанна Скилицы

Так как бо́льшая часть византийской армии в то время сражалась с арабами, Лев VI Мудрый обратился за помощью к жившим между Днепром и Дунаем венграм. Он послал к венгерским вождям Арпаду и Курсану Никиту Склира, и тот богатыми дарами склонил их к нападению на Болгарию. Одновременно к правителю Западно-Франкского королевства Арнульфу Каринтийскому в Регенсбург было отправлен Анастасий. Вероятно, целью этого посольства было не допустить союза правителей болгар и восточных франков.
После того как Симеон I отказался заключить мир и бросил в тюрьму византийского посланника Константинакия, в начале 895 года византийский флот под командованием друнгария флота Евстафия Аргира перевёз войско венгров через Дунай. Хотя болгары перекрыли реку железной цепью, они не смогли помешать переправе на южный берег реки возглавлявшегося Лиюнтикой венгерского войска. Находившийся на болгаро-византийской границе для воспрепятствования вторжению войска Никифора Фоки Старшего князь Симеон I спешно выступил навстречу венграм. Однако где-то в Добрудже он был разбит, бежал в Дристру и был здесь осаждён. Не владея осадным искусством, венгры не смогли взять хорошо укреплённую крепость, оставили её окрестности и, разоряя все болгарские селения на своём пути, направились к Преславу. Они дошли до предместий столицы Болгарского княжества и, после того как продали пленных византийцам, снова возвратились в области к северу от Дуная.
После ухода венгров Симеон I через Евстафия Аргира сообщил Льву VI Мудрому о желании начать переговоры об обмене пленными. В ответ император дал приказ византийским полководцам воздержаться от военных действий против болгар и отправили в Преслав Льва Хиросфакта. Однако, так как Симеону переговоры нужны были только для сбора нового войска, он под надуманными предлогами неоднократно отказывал византийскому послу в аудиенции.
Одновременно Симеон I вёл переговоры с враждовавшими с венграми печенегами и смог заключить с ними союз. В начале 896 года болгарское войско под командованием бывшего князя Бориса I с одной стороны и печенежское войско с другой стороны вторглись в венгерские владения. В состоявшейся вблизи Южного Буга битве болгары одержали крупную победу, но при этом и сами потеряли 20 000 всадников убитыми. Эта битва стала единственной победой Бориса I на поле боя. В результате потерпевшие поражение венгры должны были покинуть родину и переселиться в Паннонию, основав здесь своё новое государство.

### Битва при Булгарофигоне
Избавившись от необходимости вести войну на два фронта, Симеон I потребовал от Льва VI Мудрого освободить всех пленных болгар, ранее переданных византийцам венграми. Так как император уже вёл тяжёлую войну с арабами, а его талантливый полководец Никифор Фока Старший недавно умер, правитель ромеев был вынужден согласиться на это условие. Однако уже летом 896 года болгарское войско вторглось во Фракию под предлогом, что византийцы удержали ещё многих славянских пленников.
Поспешно заключив перемирие с арабами, Лев VI перевёл на Балканский полуостров бо́льшую часть войск из азиатской части империи, назначил командующим доместика схол Льва Катакалона и отправил эту армию навстречу болгарам. Однако, так как византийский военачальник был менее опытен в военном деле, чем его предшественник Никифор Фока Старший, в битве около Булгарофигона (современный Бабаэски в Турции) он потерпел сокрушительное поражение от болгарского войска Симеона I. По свидетельству византийских авторов, бо́льшая часть армии их соотечественников была уничтожена болгарами и лишь немногие смогли бежать с поля боя, включая и самого Льва Катакалона.
После победы при Булгарофигоне болгарское войско двинулось на Константинополь и, по некоторым данным, даже начало его осаду. Хотя Симеон I несколько раз отвергал предложение Льва VI Мудрого о мире, в конце концов он должен был прекратить военные действия и в сопровождении, якобы, 120 000 пленных византийцев возвратиться на родину. В «Фульдских анналах» сообщается, что болгарский князь согласился на мир только из-за угрозы нового вторжения венгров.

## Последствия
Болгаро-византийская война 894—896 годов завершилась мирным договором, действовавшим почти без нарушений до смерти Льва VI Мудрого в 912 году. По нему Византия была обязана платить Болгарии ежегодную дань в обмен на возвращение пленных византийских воинов и мирных жителей. Также согласно договору Симеон I получил земли между Чёрным морем и Странджой. В обмен болгары обязались не вторгаться в Византию, а также возвратили Льву VI захваченные ими в феме Диррахий тридцать крепостей. Болгарское торговое подворье снова было возвращено в Константинополь. Этот договор закреплял положение Болгарии как сильнейшего государства Балканского полуострова.
Симеон I был доволен итогами войны и считал, что имеет превосходство над Византией. Однако он также понимал, что ещё многое предстоит сделать для окончательной победы. Стремясь превзойти Константинополь в величии, князь начал обширное строительство в Преславе. Тогда же Симеон I подчинил своему влиянию и Сербию в обмен на признание Петара Гойниковича её правителем.
Симеон I также увидел, насколько уязвима Болгария для её северных соседей, когда те объединяются с Византией. Сделанные князем выводы способствовали успеху болгар в конфликте 913—927 годов, когда, воспрепятствовав византийским дипломатам получить военную помощь от сербов и печенегов, Симеон победил своих оставшихся без союзников врагов в битве при Ахелое — одном из крупнейших поражений византийцев за всю их историю.